# Klädmärke
Ett klädmärke är ett varumärke för kläder. Kläder som är tillverkade av ett företag med högt anseende brukar kallas märkeskläder, men även andra kläder brukar ha olika varumärken.

## Exempel på klädmärken
- Lonsdale
- Diesel
- Giorgio Armani
- WESC